# Тенардье
Тенардье (фр. Thénardier) — главный отрицательный персонаж романа Виктора Гюго «Отверженные», антипод Жана Вальжана, «воплощение хищнического эгоизма, человеконенавистничества и лицемерия». Олицетворяет идеологию социал-дарвинизма в крайнем проявлении. Является литературным символом преступной алчности, социального и морального дна.

## Образ
Родился около 1773. Ранние годы Тенардье автор не описывает, происхождения не указывает, имени не называет. Сказано, однако, что он принадлежит к социальной группе «между т. н. средним и т. н. низшим классом, которая соединяет некоторые недостатки второго и почти все пороки первого, не обладая при этом ни благородными порывами рабочего, ни порядочностью буржуа». Внешне Тенардье невзрачен и тщедушен: невысокого роста, хлипкого сложения, с нездоровым цветом лица, производит впечатление болезненного человека. При этом он обладает отменным здоровьем — «с этого начиналось присущее ему плутовство».
Все помыслы Тенардье направлены на обогащение. Алчность и ханжество — доминанты его характера. Моральные ограничители у Тенардье полностью отсутствуют, обман и жестокость ради денег для него в порядке вещей. При этом он не чурается работы, в том числе физической («с грехом пополам умел делать всё»), ему свойственна энергичная деловая активность. Однако обстоятельства не благоприятствуют бизнесу Тенардье. Удачна иная операция — в 1815 Тенардье мародёрствует при Ватерлоо.
На вырученные таким образом средства Тенардье открывает трактир в Монфермейле. Своё заведение он называет «Ватерлооский сержант», на вывеске изображает бойца, выносящего с поля боя раненого генерала. В этом извращённо отразился эпизод мародёрства, важный для повествования. В ночь после битвы Тенардье вытаскивает из-под груды трупов раненого полковника Понмерси и лихорадочно его обыскивает в поисках ценностей. Полковник приходит в себя и принимает мародёра, назвавшегося сержантом наполеоновской армии, за своего спасителя. Почти уверовав в им же сочинённую легенду, Тенардье позиционирует себя как «герой Ватерлоо» и убеждённый бонапартист.
Несколько лет Тенардье ведёт жизнь мелкого предпринимателя. Он ещё не совершает явных уголовных преступлений, старается выглядеть почтенным буржуа. Однако такой имидж ему не удаётся — даже в общении с посетителями (Тенардье не прочь выпить и разгуляться) прорывается его подлинная криминальная натура. Посетителей он обирает всеми способами, на каждом шагу обманывает и обсчитывает. Человек с претензиями на образование, склонный к демагогическим разглагольствованиям, Тенардье даже формулирует соответствующую теорию. Выжимание денег обманом он называет «обязанностью кабатчика».
Тенардье женат, имеет пятерых детей. Тётка Тенардье — пособница и сообщница мужа: участвует в его мародёрстве, работает в его трактире. Это недалёкая и жестокая женщина взбалмошного характера и огромной физической силы. Она беспредельно предана мужу и беспрекословно ему повинуется. «Тщедушный деспот» Тенардье использует «фурию-жену» как работницу и телохранителя. Членами семьи чета Тенардье признаёт только двух дочерей — Эпонину и Азельму. Сыновей — Гавроша и двух младших — супруги практически выбрасывают на улицу.

Они были в высшей степени одарены той омерзительной способностью к развитию, которая осуществляется лишь в сторону зла. Это были те карликовые натуры, которые легко вырастают в чудовища, если их случайно подогреет какое-нибудь зловещее пламя.

## В сюжете

### Трактирщик
Экономическая конъюнктура подводит Тенардье («чтобы процветать, недостаточно быть негодяем»). Через три года хозяйствования его трактир оказывается на грани банкротства, сам Тенардье весь в долгах под угрозой судебного преследования.
Весной 1818 молодая работница Фантина, обманутая любовником Толомьесом, с маленькой дочерью Козеттой проходит мимо трактира Тенардье. Она в трудном положении — брошенная, почти без средств, с ребёнком на руках, идёт из Парижа в Монрейль-Приморский, надеясь найти там работу.
У дверей трактира Фантина видит Эпонину и Азельму — играющих, весёлых, ухоженных. Рядом сидит тётка Тенардье и читает «глупый роман». Случайный идиллический вид впечатляет простодушную Фантину. Она уговаривает тётку Тенардье временно оставить Козетту в своей семье.
Решение принимает, как всегда, не жена, а муж. Тенардье соглашается, забрав у Фантины почти всю её наличность и назначив ежемесячную плату. Так происходит его первое появление перед читателем — голос из окна: «Не меньше семи франков. И за полгода вперёд». Деньги Фантины позволяют оплатить вексель и избежать суда за долги. Тенардье хвалит жену, «вовремя подсунувшую девчонок» — хотя тётка «думать об этом не думала».
С пятилетнего возраста Козетта попадает в домашнее рабство. Чета Тенардье жестоко обращается с девочкой: держат впроголодь, взваливают чёрную работу по трактиру, издеваются и избивают. Тем временем Тенардье эксплуатирует материнские чувства Фантины — он обманом взвинчивает плату за «содержание» дочери.
В 1823 в трактир Тенардье приходит Жан Вальжан — обещавший умершей Фантине позаботиться о Козетте. Он становится свидетелем издевательств, которым подвергается маленькая служанка и заявляет о намерении забрать её. Тенардье назначает цену: полторы тысячи франков, Жан Вальжан уводит Козетту.
Тётка Тенардье впервые осмеливается критиковать мужа — она считает, что следовало взять больше. Согласившись с ней, Тенардье бросается вдогонку и угрожает забрать девочку. Он рассчитывает получить доплату, но Жан Вальжан документально доказывает, что все расходы ему компенсированы (на самом деле выплата значительно их превысила) и уходит с Козеттой. Схватиться с человеком «геркулесовой силы» Тенардье не решается и клянёт себя за то, что не взял ружья.

### Преступник
Впоследствии Тенардье разоряются. Супруги с дочерьми перебираются в Париж. Живут в лачуге Горбо, по соседству с Мариусом Понмерси — сыном ватерлооского полковника, но соседи не знают друг друга.
Семья всё глубже погружается в нищету. Жена пребывает в сонном оцепенении, дочери превратились в уличных девиц. Тенардье живёт мелкими аферами, мошенничеством и попрошайничеством. Он крайне опустился, что отражается на внешности и привычках. От былого предпринимателя с претензиями на респектабельность не осталось и следа. Теперь это оборванный озлобленный люмпен «лет шестидесяти, с хитрым, жестоким, беспокойным взглядом, на вид — отъявленный негодяй».

В комнате ничто не говорило о труде: ни станка, ни прялки, ни инструмента. В углу валялся какой-то подозрительный железный лом. Здесь царила угрюмая лень. Хлеба в берлоге уже не было, но табак ещё был.

Главное занятие Тенардье — рассылка писем известным филантропам с описанием своих бедствий и просьбой оказать материальную помощь. При этом сочинённые им истории лживы, как и подписи. Он называет себя то «рабочий Жондрет», то «актёр Фабанту», то «поэт Жанфло», то «испанец дон Альварес», то даже «тётушка Бализар» — в зависимости от ожидаемого психологического эффекта.
Филантропы отзываются редко. Тенардье ненавидит весь мир — богатых за богатство, бедных за бедность (эта ненависть имеет сугубо материальные, денежные основания). Его охватывает жажда жестокой мести за свой жизненный крах. «Несостоявшийся буржуа» вписывается в банду Петушиный час, становится своим человеком среди грабителей, разбойников и убийц.
Зимой 1832, пригласив к себе благотворителя-филантропа, чтобы выпросить денег, Тенардье узнаёт в нём Жана Вальжана, а в его миловидной хорошо одетой спутнице — Козетту. Тенардье даёт знать в «Петушиный час» и организует разбойную засаду. Преступники планируют похитить Козетту и шантажом получить двести тысяч франков. Схваченный Жан Вальжан на шантаж не поддаётся; в лицо называет Тенардье бандитом.
В разгар событий на квартире Тенардье появляется наряд полиции. Бандиты «Петушиного часа» в страхе перед Жавером немедленно сдаются. Сопротивление оказывают только супруги Тенардье. Муж стреляет в Жавера, но пистолет даёт осечку. Жена швыряет в Жавера тяжёлый камень, но промахивается. Преступники арестованы.

### В клоаке
Тенардье вместе с главарями «Петушиного часа» удаётся бежать из тюрьмы. Решающую помощь в этом оказывает гамен Гаврош, но «папаша» даже не замечает сына. Выбравшись на волю, Тенардье снова превращается в опасного преступника. Символичным образом в качестве места жительства и базирования беглые бандиты избрали клоаку — сточное подземелье Парижа. Тенардье выступает в роли своего рода «завхоза», у него хранится ключ. За организацию разбойного нападения суд заочно приговаривает Тенардье к смертной казни.
«Петушиный час» готовит новое нападение — на дом Жана Вальжана, которого принимают за богатого еврея (с настойчивой случайностью их пути постоянно пересекаются). Этот план срывает Эпонина, влюблённая в Мариуса и знающая, что его возлюбленная Козетта — дочь Жана Вальжана. Бандит Монпарнас, самый кровавый в «Петушином часе», готов убить её на месте.

При свете фонаря блеснул открытый нож, вытащенный из рукава. Тенардье не говорил ни слова и, видимо, был готов на всё.

Однако осторожный бандит Брюжон, инициатор дела, убеждает сообщников не рисковать и уйти.
Тенардье постепенно отделяется от «Петушиного часа». Он по-прежнему живёт в клоаке и лихорадочно ищет способы подняться на большие деньги, после чего бежать из Франции в Западное полушарие. Тётка Тенардье умерла в тюрьме, Гаврош и Эпонина погибли в баррикадном бою 6 июня 1832. Из «злополучной семьи» остаются только сам Тенардье и Азельма. Младшую дочь Тенардье использует как агента.

Ты у меня шустрая. Надо постараться. Слышишь, Азельма?

В день подавления восстания Тенардье скрывается от преследования Жавера в клоаку, где сталкивается с Жаном Вальжаном. Тот уходит от преследования и ради Козетты выносит тяжело раненного Мариуса. Тенардье не узнаёт Жана Вальжана, думая, что это обычный убийца. Он открывает ключом выход из клоаки и за это забирает все имевшиеся при Жане Вальжане деньги. Кроме того, Тенардье догадывается, что Жавер караулит поблизости, и решает подставить «убийцу» под арест вместо себя. На всякий случай он отрывает лоскут сюртука Мариуса — как будущее доказательство при удобном случае.
Незадолго до этого на баррикаде Жан Вальжан спас Жавера от расстрела повстанцами. Жавер отпускает его и кончает жизнь самоубийством. Жан Вальжан привозит Мариуса домой, его удаётся спасти и вылечить. Жан Вальжан оставляет Козетте в качестве приданого почти шестьсот тысяч франков, которые заработал когда-то под именем господина Мадлена. Мариус женится на Козетте, они очень счастливы в браке. Жан Вальжан признаётся Мариусу в том, что является бывшим каторжником, и оставляет их дом.
Позднее Тенардье догадывается, кого встретил в клоаке. В свадебной карете он видит Жана Вальжана и с помощью Азельмы выслеживает Козетту и Мариуса. Ему не приходит в голову, что молодой преуспевающий адвокат барон Понмерси — сын «спасённого» полковника (он даже забыл эту фамилию). У Тенардье созревает план: продать Мариусу компромат на Жана Вальжана, настоящую биографию которого он откуда-то сумел выяснить. Что тот сам ушёл из богатого светского дома, Тенардье не в состоянии даже вообразить.
Мариус и сам ищет Тенардье — дабы выполнить завещание отца и «сделать для спасителя всё возможное». Он понятия не имеет, что рассказ о спасении был обманом. В то же время Мариус был свидетелем засады в лачуге Горбо и знает Тенардье как негодяя и преступника.

### Разоблачение
Под именем Тенар переодетый Тенардье является к Мариусу. Он выдаёт себя за дипломата, лжёт, будто знаком с Шатобрианом. Эти хитрости производят беспомощное впечатление — хотя бы потому, что он приписывает аристократу Шатобриану слова типа «дружище Тенар, не пропустить ли нам по стаканчику?» Мариус узнал Тенардье с самого начала по принесённому им письму, от которого «веяло логовом Жондрета». Весь маскарад бессмыслен, как нацепленные Тенардье очки с обыкновенными стёклами: «Попробуйте загородить стеклом преисподнюю».
Прежде чем сделать своё предложение, Тенардье обращается к Мариусу со вступительным словом. Это подлинный манифест социал-дарвинизма, через который автор передаёт своё отвращение к бесчеловечной алчности.

Господин барон, миром управляет эгоизм. Всяк за себя. Выгода — вот конечная цель. Золото — вот магнит.

Мариус резко обрывает Тенардье и разоблачает его — называя подлинное имя и все клички. Одновременно он швыряет ему пятьсот франков. Тогда Тенардье, «сняв личину как снимают шляпу», переходит к делу. Он называет Жана Вальжана «вором и убийцей, живущим в доме господина барона». При этом он доказывает Мариусу, что Жан Вальжан и был господином Мадленом (а не украл его деньги, как решил Мариус) и что Жавер покончил с собой (о чём был не в курсе Мариус, считая, что Жан Вальжан расстрелял Жавера на баррикаде). Под убийством и воровством Тенардье разумеет эпизод в клоаке: он не узнал в Мариусе молодого человека, которого нёс Жан Вальжан, и думает, будто то был богатый иностранец, которого бывший каторжник убил и присвоил имевшуюся при нём «громадную сумму денег».
Тенардье показывает сохранённый лоскут — Мариус достаёт свой сюртук. Всё становится ясным до очевидности. Мариус набрасывается на Тенардье с обличительной речью, в которой выражено авторское отношение к персонажу: «Подлец! Лгун, клеветник, злодей! Нет такого преступления, которого бы вы не совершили!» Одновременно Понмерси выдаёт Тенардье несколько тысяч франков и гарантирует перевод ещё на двадцать тысяч: «Будьте счастливы, изверг, и пусть вас повесят где-нибудь в другом месте!»
Ничего не понимающий Тенардье уходит от Мариуса богатым человеком. Через день он с Азельмой отплывает в Америку.

В Америке, как и в Европе, этот человек остался верен себе. На деньги Мариуса Тенардье стал работорговцем.

## Анализ и прототип
Для Виктора Гюго Тенардье — эталон «прирождённой подлости» и «неизлечимой нравственной низости». Алчность и бесчеловечность, жестокость и ханжество даны в этом образе в беспримесном виде и доведены до крайности.
Советский литературоведческий источник сопоставляет Тенардье с Жаном Вальжаном, олицетворяющим народ. Жан Вальжан характеризуется как носитель гуманистических деклараций буржуазии, Тенардье — «её хищной и преступной практики». Некоторые консервативные французские авторы расценивают Тенардье как «чудовищное порождение революции» — отменившей прежние социально-патерналистские ограничения в погоне за прибылью. Для самого Гюго, с его представлением об истории как моральном прогрессе и позитивной оценкой революции, Тенардье есть порождение социальной реакции и квинтэссенция общественного зла.
Прототипом Тенардье предположительно являлся химик и политик Луи Жак Тенар, выступавший против ограничения детского труда.

## Киновоплощения
Тенардье — одна из главных ролей в многочисленных экранизациях романа:
- Отверженные (фильм, 1934) — Шарль Дюллен
- Отверженные (фильм, 1958) — Бурвиль
- Отверженные (фильм, 1982) — Жан Карме
- Отверженные (фильм, 1995) — Рюфюс
- Отверженные (мини-сериал, 2000) — Кристиан Клавье
- Отверженные (фильм, 2012) — Саша Барон Коэн
- Отверженные (телесериал, 2018) — Адиль Ахтар